# M-16 (album)
M-16 deseti je studijski album njemačkog thrash metal sastava Sodom. Diskografska kuća Steamhammer objavila ga je 22. listopada 2001.

## Popis pjesama
Tekstovi: Tom Angelripper, glazba: Sodom.
| 1.    | »Among the Weirdcong«                        | 5:08 |
| 2.    | »I Am the War«                               | 4:07 |
| 3.    | »Napalm in the Morning«                      | 5:57 |
| 4.    | »Minejumper«                                 | 3:11 |
| 5.    | »Genocide«                                   | 4:49 |
| 6.    | »Little Boy«                                 | 4:09 |
| 7.    | »M-16«                                       | 4:49 |
| 8.    | »Lead Injection«                             | 6:24 |
| 9.    | »Cannon Fodder«                              | 3:54 |
| 10.   | »Marines«                                    | 3:55 |
| 11.   | »Surfin' Bird« (obrada pjesme The Trashmena) | 2:39 |
| 49:02 |                                              |      |

## Zasluge
| Sodom - Tom Angelripper – vokali, bas-gitara - Bernemann – gitara - Konrad "Bobby" Schottkowski – bubnjevi Dodatni glazbenici - Harris Johns – akustična gitara (na pjesmi "Surfin' Bird"), produkcija, snimanje, miksanje |  | Ostalo osoblje - Manfred Eisenblatter – fotografija - Axel Hermann – naslovnica - Susanne Hentschel – dizajn, omot albuma |